# ノーンチャーン郡
座標: 北緯15度23分29秒 東経99度50分29秒 / 北緯15.39139度 東経99.84139度
ノーンチャーン郡（ノーンチャーンぐん）はタイ北部・ウタイターニー県にある郡（アムプー）である。

## 名称
ノーンチャーンとは、「倉の池」という意味である。

## 歴史
ノーンチャーンの歴史は古くドヴァーラヴァティー時代からあったものと推測されている。その後、スコータイ王朝時代にターオ・マハープロムという君主が入植しムアン・ウタイと呼ばれる都市をつくった。これが、現在のウタイターニー県の原型である。
その後、アユタヤ王朝時代には畿内の第4級国になり、オークヤー・ピチャイスントーンと呼ばれる官吏が治める国となった。その後、アユタヤ王朝時代には、ラーマ1世の父親などの人材を輩出している。
1767年、アユタヤがビルマの軍門に下ると、ムアン・ウタイの住人はビルマの捕虜にとられた。そこで、救国の王タークシンが、ムアン・ウタイを再建し、ルワン・ソーラウィチットを国主にした。このルワン・ソーラウィチットは後にチャクリー王朝下でチャオプラヤー・プラクラン (ホン)となり『サームコック』や『ラーチャーティラート』などの名作を残す人物である。
ラーマ3世（ナンクラオ）はスア・パヤックウィチエンをムアン・ウタイの国主として派遣するが、この人物は、当時チャイナートの管轄下にあったサケークラン（現・ウタイターニー）に居した。このため、ウタイターニーの中心がサケークランに移り、後にサケークランはウタイターニーの県の管轄に移り、県庁所在地となった。このため、ムアン・ウタイは重要性が下がる。1902年にはムアン・ウタイからノーンチャーン郡へと名を変えた。

## 地理
郡はチャオプラヤー川の支流が形成した平地にあるが、郡東部はやや山がちである。
交通は国道333号線が東から南西に通っており、東はウタイターニー、南はウートーンに通じている。国道3013号線が北に延びており、ラートヤーオとつながっている。また、3438号線が北西に延びておりメープーンとつながっている。

## 経済
郡内の主要な産業は農業であり、主要な産物は米、トウモロコシである。

## 行政区分
郡は10のタムボンに分かれさらにその下位に95の村（ムーバーン）がある。自治体（テーサバーン）が設置されており以下のようになっている。
- テーサバーンタムボン・ノーンチャーン・・・タムボン・ノーンチャーン、タムボン・ノーンスワンの一部
- テーサバーンタムボン・カオバーンクレーク・・・タムボン・カオバーンクレークの全体

以下は郡内のタムボンの一覧である。
1. タムボン・ノーンチャーン・・・ตำบลหนองฉาง
2. タムボン・ノーンヤーン・・・ตำบลหนองยาง
3. タムボン・ノーンナーンヌワン・・・ตำบลหนองนางนวล
4. タムボン・ノーンスワン・・・ตำบลหนองสรวง
5. タムボン・バーンカオ・・・ตำบลบ้านเก่า
6. タムボン・ウタイカオ・・・ตำบลอุทัยเก่า
7. タムボン・トゥンポー・・・ตำบลทุ่งโพ
8. タムボン・トゥンポン・・・ตำบลทุ่งพง
9. タムボン・カオバーンクレーク・・・ตำบลเขาบางแกรก
10. タムボン・カオクワーントーン・・・ตำบลเขากวางทอง